# Goffredo di Cappenberg
Goffredo di Cappenberg (Cappenberg, 1096 o 1097 – Ilbenstadt, 13 gennaio 1127) fu un conte tedesco della Vestfalia che divenne monaco premostratense; è venerato come santo dalla Chiesa cattolica.

## Biografia
Padre di Goffredo era il conte Goffredo I di Cappenberg († 1106) e di Beatrice di Schweinfurt. I nonni paterni di Goffredo erano il conte Ermanno di Cappenberg e Gerberga di Huneburg; nonno materno era il margravio Enrico II di Schweinfurt. I fratelli minori di Goffredo erano Ottone, Gerberga e Beatrice. Nel 1120 Goffredo sposò Ida di Werl (o di Arnsberg), figlia del conte Federico di Arnsberg.
Nel febbraio dl 1121 Goffredo mosse, al seguito di Lotario di Sassonia, contro Münster, allo scopo di reinsediarvi il vescovo Teodorico II di Winzenburg, oppositore dell'imperatore Enrico V. Il conseguente incendio di Münster e della locale cattedrale di San Paolo, di cui Goffredo e Ottone erano principali responsabili, lo riempì di rimorso.
Le predicazioni di Norberto di Xanten, il fondatore dell'Ordine premostratense lo impressionarono. Contro la volontà del suocero egli decise, insieme al fratello Ottone, di donare la rocca di Cappenberg ai premonstratensi. Il castello di famiglia venne così trasformato in convento.
Il suocero tentò, fino alla data della propria morte, avvenuta nel 1124, di dissuaderlo, anche ricorrendo all'uso delle armi. Successivamente lo stesso Goffredo entrò a far parte dell'Ordine premostratense. Nei pressi del convento di Cappenberg egli ne fondò un altro per canonichesse, nel quale entrarono anche, controvoglia, la moglie e la sorella.
Egli fondò altre abbazie a Varlar, presso Coesfeld, ed a Ilbenstadt (oggi frazione di Niddatal) nel Wetterau. Nell'inverno 1126-1127, rientrando da Magdeburgo, dove aveva accompagnato Norberto di Xanten, si ammalò e morì a Ilbenstadt il 13 gennaio 1127.
La vedova probabilmente lasciò il convento e sposò Goffredo di Cuyk.

## Importanza
La sua decisione di rinunciare ai beni terreni e di incorporare, nel 1122, la sua intera eredità nei beni della famiglia premonstratense del convento di Cappenberg fu decisiva per il destino della Vestfalia. La progettata unione Werl–Arnsberg–Cappenberg avrebbe dovuto saldare indissolubilmente l'intera Vestfalia in un potente blocco. Invece, in seguito, questa si frazionò in un sempre maggior numero di contee e signorie che rientrarono completamente sotto l'ombra dell'Impero.

## Culto
Già dal  suo decesso Goffredo di Cappenberg fu venerato dai premonstratensi. Un vero e proprio processo di canonizzazione non ebbe mai luogo, tuttavia il culto fu autorizzato da papa Benedetto XIII nel 1728 e il nome è presente nel martirologio romano.
Viene ricordato il 13 gennaio, ricorrenza della sua morte, in particolare nelle diocesi di Münster e di Magonza. La chiesa di San Goffredo  a Münster è a lui dedicata. Le sue reliquie principali si trovano nell'abbazia di santa Maria, san Pietro e san Paolo a Ilbenstadt, luogo dove morì.